# Vladlena Bobrovnikova
Vladlena Bobrovnikova (russisk: Владлена Эдуардовна Бобровникова tr. Vladlena Eduardovna Bobrovnikova; født 24. Oktober 1987 i Krasnodar, Rusland) er en russisk håndboldspiller som spiller for Rostov-Don og Ruslands kvindehåndboldlandshold.

## Karriere

### Klubhold
Fra 2004 optrådte Bobrovnikova for den russiske ligaklub HK Kuban Krasnodar. Med Kuban var hun i kvartfinalen ved EHF Cup i sæsonen 2008/09. Samme år, skiftede hun til serbiske ŽRK Kikinda. I januar 2010 sluttede hun sig til italienske ASD HC Sassari, med hvem hun vandt den italienske pokalturnering i 2010 og 2011. I oktober 2011 skiftede hun til en anden italiensk klub i ligarivalerne fra HF Teramo. Med Teramo vandt hun det italienske mesterskab i 2012. I 2012 vendte hun tilbage til Rusland og underskrev en kontrakt med Rostov-Don. Med Rostov-Don var hun i semifinalerne i 2012/13 og 2013/14 i EHF Cup Winners' Cup. Hun har vundet det russiske mesterskab, med Rostov-Don, i 2015, 2017 og 2019, den russiske pokalturnering i 2015 og EHF Cup'en i 2017. I maj 2017, annoncerede hun sin graviditet.

### Landshold
Bobrovnikovas første internationale turnering var ved EM 2014 i Ungarn/Kroatien. I løbet af turneringen scorede hun kun fire mål. Ved de olympiske lege 2016 i Rio de Janeiro vandt hun guldmedalje med Rusland. Hun var i 2019, tilbage på det russiske landshold, efter graviditet, hvor hun vandt bronze ved VM 2019 i Japan.
Hun var også med til at vinde OL-sølv i håndbold for Rusland ved Sommer-OL 2020 i Tokyo, efter finalenederlag til Frankrig med cifrene 25–30.